# Clint (Texas)
Clint es un pueblo ubicado en el condado de El Paso en el estado estadounidense de Texas. En el Censo de 2010 tenía una población de 926 habitantes y una densidad poblacional de 181,12 personas por km².

## Geografía
Clint se encuentra ubicado en las coordenadas 31°35′25″N 106°13′43″O / 31.59028, -106.22861. Según la Oficina del Censo de los Estados Unidos, Clint tiene una superficie total de 5.11 km², de la cual 5.09 km² corresponden a tierra firme y (0.41%) 0.02 km² es agua.

## Demografía
Según el censo de 2010, había 926 personas residiendo en Clint. La densidad de población era de 181,12 hab./km². De los 926 habitantes, Clint estaba compuesto por el 95.79% blancos, el 0.32% eran afroamericanos, el 0.97% eran amerindios, el 0.11% eran asiáticos, el 0% eran isleños del Pacífico, el 2.81% eran de otras razas y el 0% pertenecían a dos o más razas. Del total de la población el 89.85% eran hispanos o latinos de cualquier raza.

## Educación
El Distrito Escolar Independiente de Clint gestiona escuelas públicas.